# Andimesk
Andimesk, Andimeshk (perzsa írással اندیمشک [Āndīmeshḵ]) egy város Iránban, Huzesztán tartományban, Andimesk megye fővárosa.

## Fekvése
Andimeshk Szúzától mintegy 34 mérföldre északra, öt közút találkozásánál fekszik, a közelben vezet a vasútvonal is.

## Története
Nevét először a Mezopotámiából a Ur III időszak (i. e. 21. és 20. század) származó ékírásos táblák említették Adamshakh formában.
Az Andimesktől délre és nyugatra eső sík vidék - a mai Kuzisztán – valaha a kultúra bölcsőjének, a termékeny „folyóköznek”, az ősi Mezopotámiának a peremén feküdt, s a világ legrégebbi civilizációinak otthona volt. Élámot a Biblia is tejjel-mézzel folyó Kánaánként festi le. Jób élt itt a hagyomány szerint.  I. e. 640 körül az asszírok támadták meg és dúlták fel a vidéket és csak az Akhaimenidák korában tették újra termékennyé. Az arabok az i. sz. 7. században ismét elpusztították. A 19. század végén francia régészek tárták fel az Akhaimenida emlékeket, majd angol olajkutatók a kőolajat tárták fel ezen a vidéken, ezzel kezdődött Kuzisztán új virágkora.
A Pahlavi-dinasztia korában indultak meg Andimeshk modern fejlesztési projektjei. Ezek közé tartozott egy vasút, a Dokoohe katonai raktár és egy alumíniumgyár, valamint számos más ipari fejlesztés. A várost 1929-ben összekapcsolták a transziráni vasútvonallal is.
A vidék fő nevezetességét a Dez-duzzasztógátat a környék egyik folyójának, a Deznek köszönheti. A 200 méter magas, vad sziklák közé ékelt vasbeton védőgát Andimesktől mintegy 25 km-rel északra található. A vidék termékenységét ennek az 1963-ban befejezett, 3 milliárd köbméter vizet tartalékoló védőgátnak köszönhette.

## Galéria

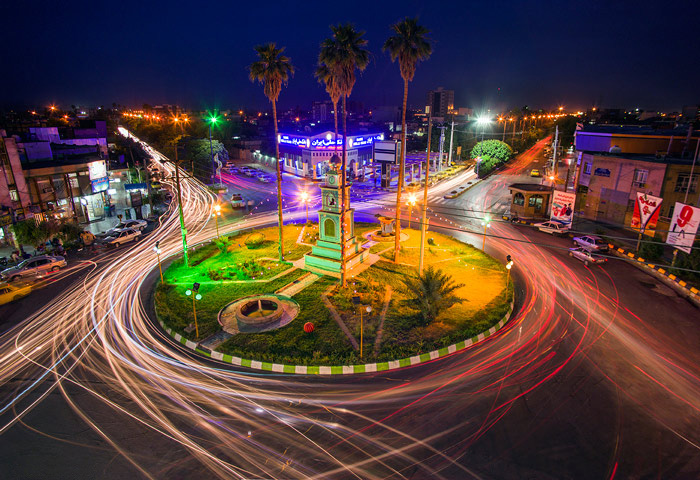
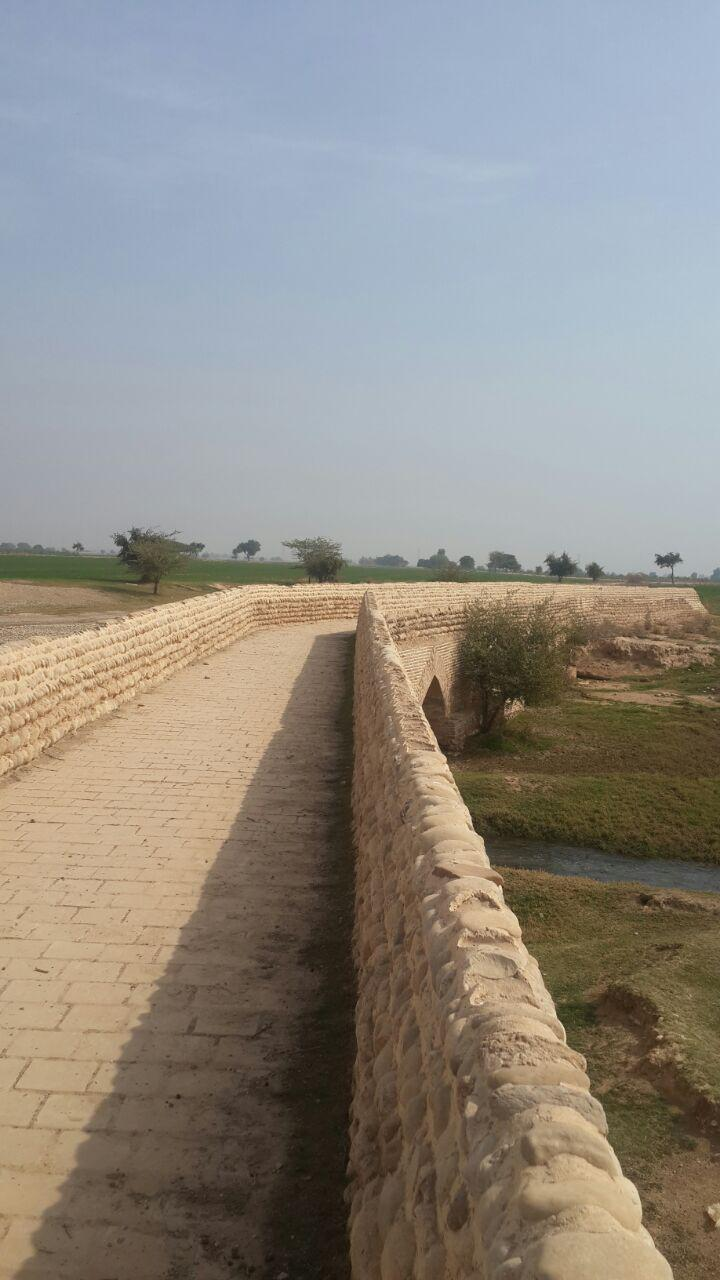
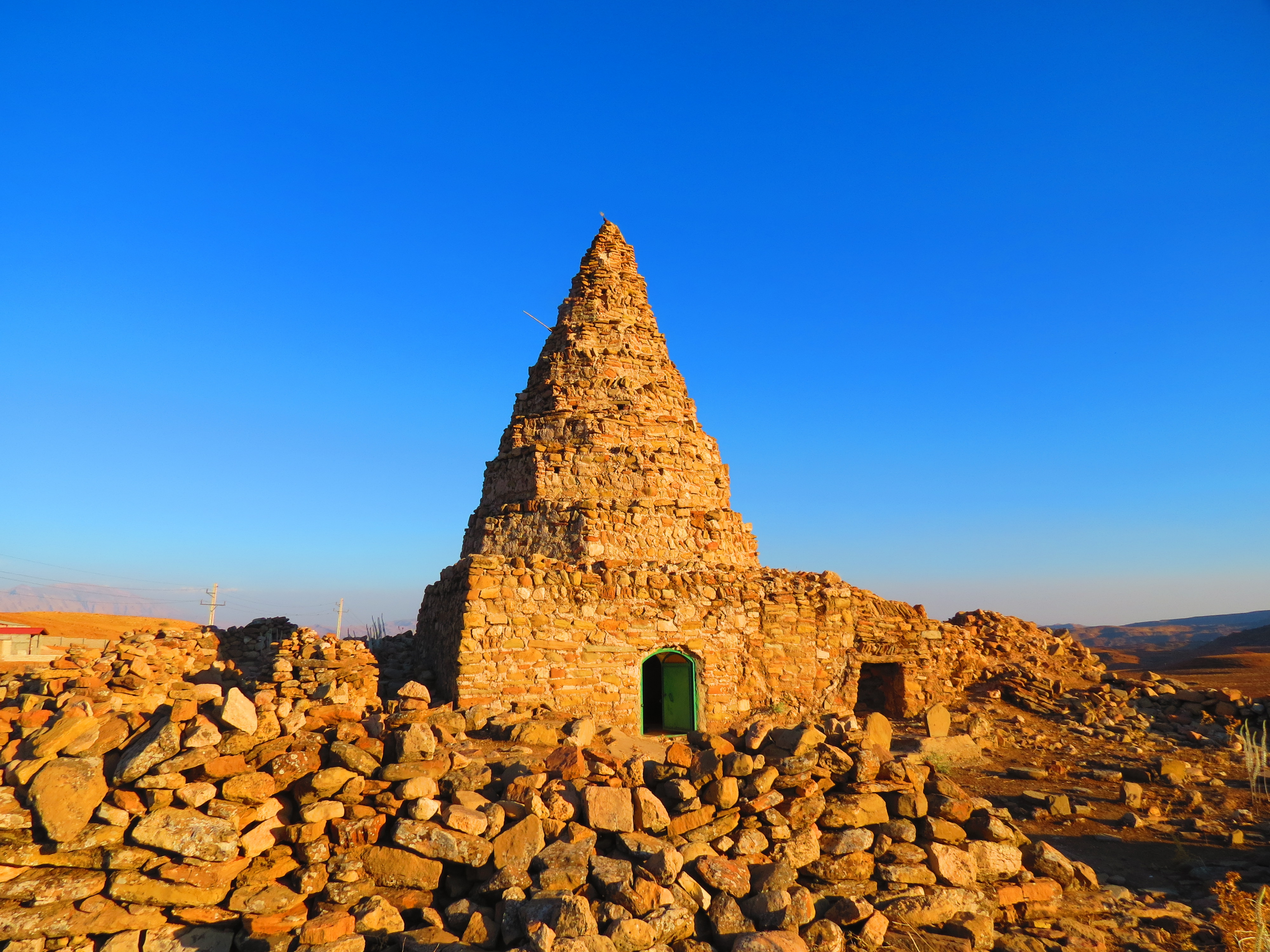
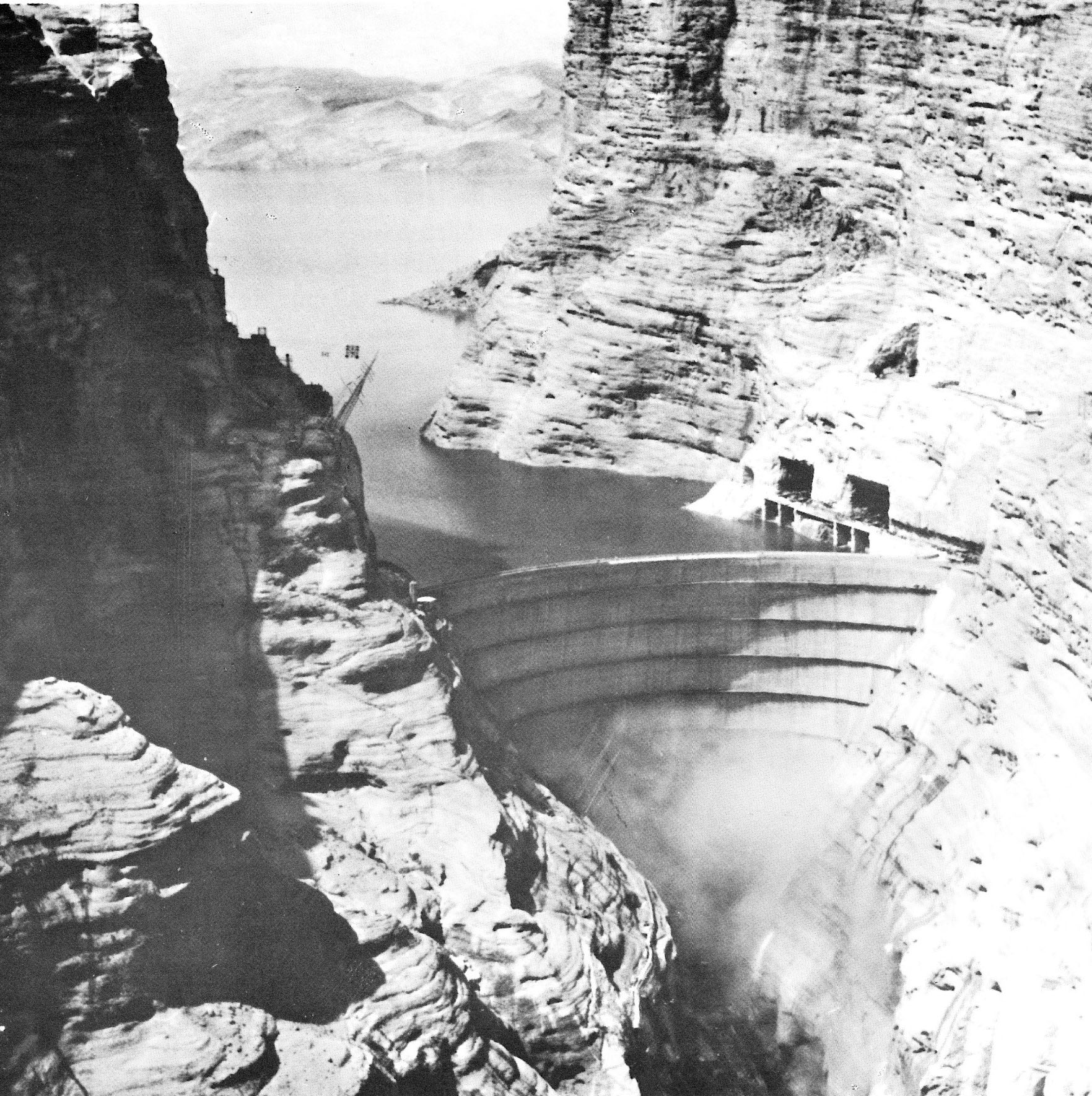
A Dez-gát